# Premio Nacional de los Derechos Humanos de Chile
El Premio Nacional de los Derechos Humanos de Chile es un premio otorgado por el Instituto Nacional de Derechos Humanos (INDH) a «quien/quienes se hayan destacado en la promoción de una memoria histórica sana, y en la protección y defensa de los derechos humanos de quienes habitan en el territorio de Chile». Fue instituido en 2011 y consta de un diploma de reconocimiento, un monto en dinero y una pensión vitalicia. No forma parte de los Premios Nacionales de Chile.

## Lista de galardonados
| Año  | Galardonado(a)                         | Motivo |
| ---- | -------------------------------------- | --- |
| 2011 | Viviana Díaz Caro                      | Por su destacada labor como defensora de los derechos humanos durante el régimen militar. |
| 2014 | María Soledad Cisternas                | «Por su destacada labor como defensora de los derechos humanos de las personas que viven con discapacidad, actual presidenta del Comité de la Organización de Naciones Unidas para la Discapacidad y con una larga trayectoria nacional e internacional en la promoción de los derechos fundamentales».     |
| 2016 | José Aldunate (1917-2019)              | «Por su destacada labor y trayectoria en la promoción y defensa de los derechos humanos y libertades fundamentales, a la protección y amparo de las trabajadores y obreros, a la denuncia de los derechos humanos amenazados o vulnerados y a la protección de los grupos históricamente vulnerabilizados». |
| 2018 | Fabiola Letelier del Solar (1929-2021) | «Por su incansable labor en la búsqueda de la verdad y de la justicia». |
| 2020 | Roberto Garretón (1941-2021)           | Exfuncionario de la Vicaría de la Solidaridad «por su incansable búsqueda de la verdad y la justicia durante su trayectoria profesional nacional e internacional». |
| 2022 | Elizabeth Andrade Huaringa             | Por su destacado trabajo en la defensa de los derechos humanos de las personas migrantes, específicamente en la zona norte del país. |
| 2024 | Claudio González Urbina                | Por su compromiso y trayectoria como defensor del derecho a la verdad en diversas instancias, siendo una de las más importantes la Fundación de Ayuda Social de las Iglesias Cristianas (FASIC), de la que fue su secretario ejecutivo.                                                                     |